# Île aux Dames
Pour l'Île aux Dames en Bretagne, voir Baie de Morlaix.
Pour le roman de Pierre Louÿs, voir L'Île aux dames (roman).
L’île aux Dames, appelée aussi île de Limay, est une île de la Seine, longue de trois kilomètres environ, située dans les Yvelines entre Mantes-la-Jolie et Limay, en amont de l'île l'Aumône voisine. Elle est rattachée administrativement à la commune de Limay, sauf la partie aval (à partir du vieux-pont) qui dépend de Mantes-la-Jolie.

## Histoire
L’île aux Dames s'est constituée par la réunion de plusieurs îles de la Seine anciennement distinctes : île aux Chevaux, île Champion, île du Poiré, île de Limay. La partie amont, la plus importante, correspond vraisemblablement à l’ancienne île de Limay dont elle a gardé le nom, les autres îles plus petites ayant formé la partie aval.

### L'île Champion
Au XIIe siècle, Roger, abbé de Coulombs entre 1131 et 1158, concéda l'île Champion à la commune de Mantes, moyennant cinq sols par an, et à condition expresse «que jamais personne, quel qu'il fût, ou pair de la commune, ou ministre du Roi, ou tout autre, ne s'approprierait de ladite île, ou sous quelque pretexte que ce fût, ne la donnerait à cens, concédée qu'elle était par lui pour l'usage et le profit de la seule commune (sic).»
En 1612 le plus grand prix d'arquebuse de Mantes a été donné à l'Île Champion. Les arquebusiers avaient l'habitude de se réunir les dimanches, et ils tiraient leur prix annuel le lundi de Pentecôte. Celui qui avait obtenu le titre de roi quatre fois devenait empereur, et il avait le droit alors de porter une ceinture blanche.
En 1335, Nicolas Cochery, bourgeois de Mantes, laissa 16 livres parisis de rente pour réaliser tous les ans, le jour de la Trinité, une distribution de pains d'une livre à tous les pauvres passant depuis le soleil levant jusqu'au soleil couchant ; comme cette distribution se faisait à la porte du pont donnant entrée dans l'île Champion, cette île prit de là le nom d'Île-à-l'Aumône. Sa surface était occupée au XIXe siècle par une simple promenade ornée d'un plan d'ormes ou de tilleuls plantés par la ville de Mantes, avec des quinconces de peupliers détachés sur ses flancs.

## Ponts
Cette île est desservie par deux ponts :
- le pont routier, dit pont-neuf, reliant Mantes-la-Jolie à Limay, qui a été achevé en 1855, puis détruit en mai 1945 par un bombardement et reconstruit en 1951
- le pont qui la relie à l’île l'Aumône, seul accès possible pour cette île

Cette île est traversée par deux viaducs :
- le viaduc routier de la rocade est de l’agglomération, ouvert en 1992
- le viaduc ferroviaire, dit pont d’Argenteuil, emprunté de la ligne Paris-Saint-Lazare - Mantes-la-Jolie via Conflans-Sainte-Honorine

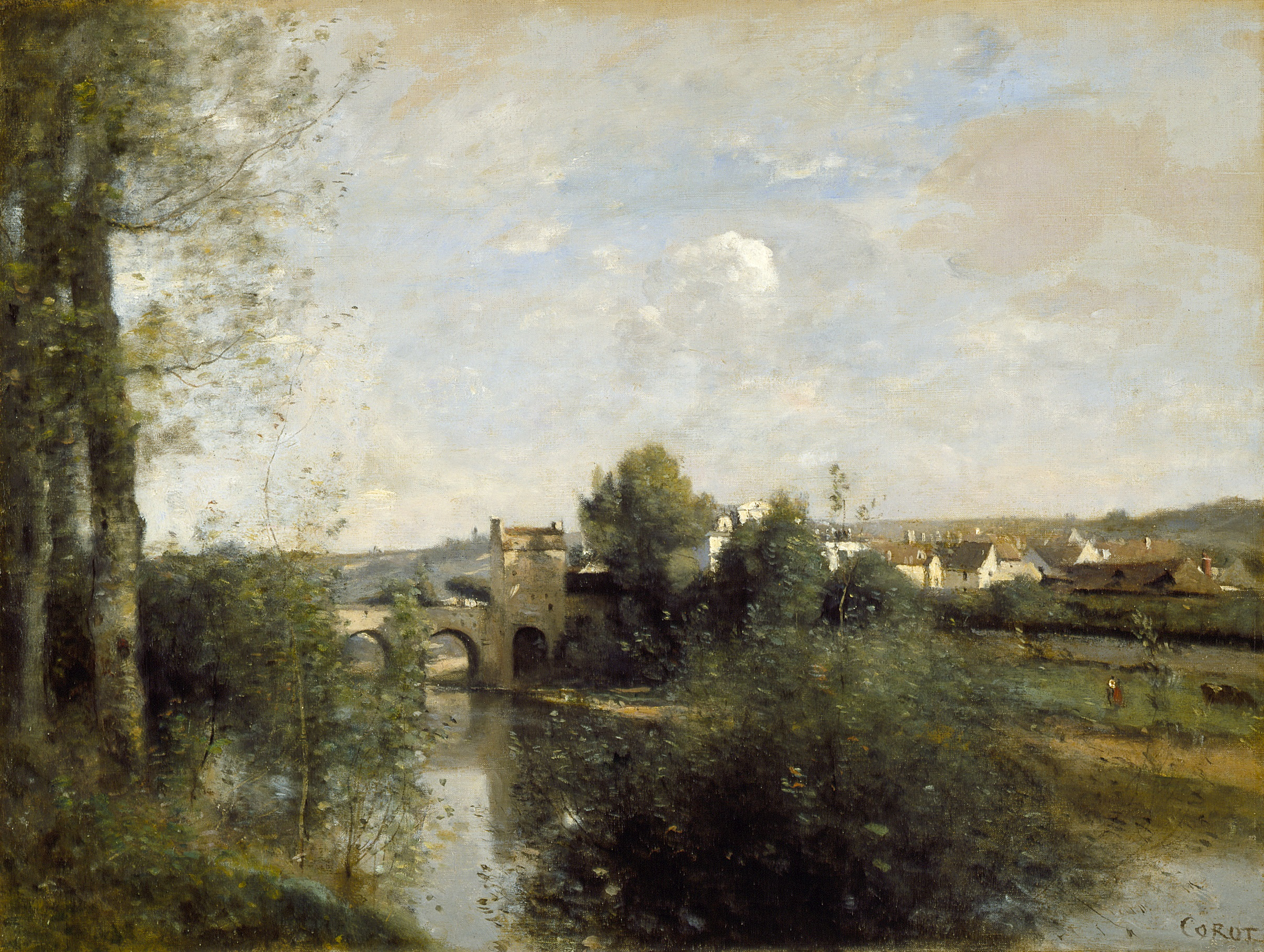
Seine et vieux pont à Limay par Corot (1872)

Entre l’île aux Dames et Limay, on trouve quelques arches subsistantes du vieux-pont, datant du XIIe siècle et dont les arches centrales ont été détruites en 1940, au cours de la Seconde Guerre mondiale, afin de ralentir la progression des troupes allemandes. Il a été classé monument historique en 1953. Il est connu comme le « pont de Corot », le peintre Camille Corot l’ayant représenté plusieurs fois, dont le célèbre tableau Pont de Mantes, montrant une vue depuis l’île de Limay, peint en 1868 et actuellement exposé au musée du Louvre. C’est aussi sur ce pont que fût tournée la dernière scène de Jules et Jim.

## Occupation
Sa partie aval (à partir du pont-neuf) est occupée par un club de tennis, une base nautique et un parc.
Sa partie amont est occupée par un théâtre de verdure (face à la Collégiale Notre-Dame de Mantes-la-Jolie), une base nautique, de nombreux jardins familiaux et des terres agricoles.
L'île aux Dames était autrefois appréciée pour sa promenade de peupliers, qui constituait un cadre agréable de promenades, mais celle-ci fut en partie ravagée par les bombardements de la Seconde Guerre mondiale, visant à abattre le pont.